# Yésica Muñoz
Yésica Paola Muñoz Rojas (Villavicencio, Colombia; 27 de abril de 2005) es una futbolista colombiana. Juega como delantera en el Deportivo Cali de la liga profesional femenina. Ha sido internacional con la selección de fútbol de Colombia en categoría sub-17 y sub-20.

## Carrera
Yésica presentó interés por el balompié a temprana edad. Jugando en su natal Villavicencio perteneció al Alianza Llanos de su ciudad. A los 14 años se mudó con su familia a Medellín en busca de mejores oportunidades, y empezaría a jugar con el club Formas Íntimas
En 2021 debutaría en el futbol profesional con Independiente Medellín, anotando su primer gol oficial el 24 de julio ante Real Santander.
En 2022 seria convocada por primera vez a la selección femenina de fútbol de Colombia para el campeonato sudamericano sub-17, anotando su primer gol internacional en la victoria 0-7 ante Perú. Ese mismo año seria convocada por Colombia a la Copa Mundial Femenina de Fútbol Sub-17 de 2022, donde Colombia lograría el subcampeonato.
En 2023 jugaría para Atlético Nacional y para Independiente del Valle. El año siguiente ficharía por el Llaneros FC, además de participar con Colombia en el Campeonato Sudamericano Femenino Sub-20 de 2024.

## Participaciones internacionales

### Participaciones en Campeonatos Sudamericanos
| Competición                            | Sede    | Resultado    |
| -------------------------------------- | ------- | ------------ |
| Campeonato Sudamericano Sub-17 de 2022 | Uruguay | Subcampeona  |
| Campeonato Sudamericano Sub-20 de 2024 | Ecuador | Tercer lugar |

### Participaciones en Copa del mundo
| Competición                            | Sede     | Resultado        |
| -------------------------------------- | -------- | ---------------- |
| Copa Mundial sub-17 Femenina FIFA 2022 | India    | Subcampeón       |
| Copa Mundial Femenina Sub-20 de 2024   | Colombia | Cuartos de final |

## Clubes
Actualizado a 16/09/2024
| Club                    | País     | Año         | Partidos | Goles |
| ----------------------- | -------- | ----------- | -------- | ----- |
| Medellín                | Colombia | 2021 - 2022 | 10       | 2     |
| Nacional                | Colombia | 2023        | 16       | 2     |
| Independiente del Valle | Ecuador  | 2023        | 1        | 0     |
| Llaneros                | Colombia | 2024        | 8        | 0     |
| Deportivo Cali          | Colombia | 2024        |          |       |